# توره سن روکو
توره سن روکو (به ایتالیایی: Torre San Rocco) یک منطقهٔ مسکونی در ایتالیا است که در استان تیرامو واقع شده‌است.